# 120 mm/50 Ansaldo Mod. 1926
120 mm/50 Ansaldo Mod. 1926 — 120-миллиметровое корабельное артиллерийское орудие, разработанное и производившееся в Италии. Состояло на вооружении Королевских ВМС Италии. Разработано компанией «Ансальдо» для вооружения лёгких скаутов типа «Навигатори». Являлось усовершенствованием 120-мм орудия OTO. В дальнейшем имело значительно количество модификаций, отличавшихся, главным образом, конструкцией орудийной установки. Известны модели 1936, 1937 и 1940 годов производства «Ансальдо» и модели 1931, 1933 и 1936 годов производства ОТО. Являлось основным оружием итальянских эсминцев времен Второй мировой войны: «Дардо», «Фольгоре», «Маэстрале», «Ориани», «Сольдати», а также в качестве противоминного оружия на модернизированных линкорах типа «Конте ди Кавур».